# Bór (województwo podlaskie)
Bór – wieś w Polsce położona w województwie podlaskim, w powiecie augustowskim, w gminie Augustów.

## O wsi
Miejscowość zamieszkana jest w większości przez staroobrzędowców, których życie religijne skupione jest wokół dwóch molenn znajdujących się w sąsiednich Gabowych Grądch.

## Historia
Według Pierwszego Powszechnego Spisu Ludności, przeprowadzonego w 1921 r., wieś Bór liczyła 178 mieszkańców (87 kobiet i 91 mężczyzn) zamieszkałych w 33 domach. Większość mieszkańców wsi zadeklarowała wyznanie staroobrzędowe (144 osoby); reszta zgłosiła wyznanie rzymskokatolickie (34 osoby). Podział religijny mieszkańców miejscowości niemal całkowicie pokrywał się z ich strukturą narodowo-etniczną, bowiem większość mieszkańców wsi podała narodowość rosyjską (142 osoby), pozostali zgłosili narodowość polską (36 osób). W okresie dwudziestolecia międzywojennego miejscowość znajdowała się w gminie Kolnica.
W latach 1975–1998 miejscowość administracyjnie należała do województwa suwalskiego.
Z 17 na 18 marca 1943 wieś została spacyfikowana i zniszczona przez Gestapo i Wehrmacht. Mieszkańcy zostali wywiezieni najpierw do Augustowa, a następnie na roboty przymusowe do Prus Wschodnich.